# Marcelo Valle Silveira Mello
Marcelo Valle Silveira Mello (* 9. srpna 1985 Brasília) je brazilský bezpečnostní hacker. Byl zatčen v roce 2018 při operaci Bravata za podněcování násilí. V současné době vykonává 41letý trest.
Bývalý student IT Marcelo byl odsouzen za podporu násilných činů a zveřejňování obrazů vraždy a pedofilie od roku 2005, kdy byl aktivní v sociální síti Orkut. V roce 2009 se stal prvním Brazilcem, který byl odsouzen za rasové zločiny na internetu. Byl údajně v kontaktu s Welligtonem Menezesem de Oliveira, který v roce 2011 zabil 12 dětí ve Městské škole Tasso da Silveira v Realengu v Rio de Janeiru. V roce 2012 byl zatčen, propuštěn v roce 2013 a znovu zadržen v roce 2018, když bydlel v Curitibě. Několik let vyhrožoval a zaútočil na Argentince Doloresa Aronoviče, profesora na Federální univerzitě v Ceará, který je držitelem doktorského titulu v angličtině a roky strávil odsouzením Marcelových praktik. Činnosti společnosti Dolores, známé jako Lola, inspirované zákonem 13 642/2018, byly loni sankcionovány[kdy?] a umožnily federální policii vyšetřovat misogynii na internetu.